# Palagonitrücken

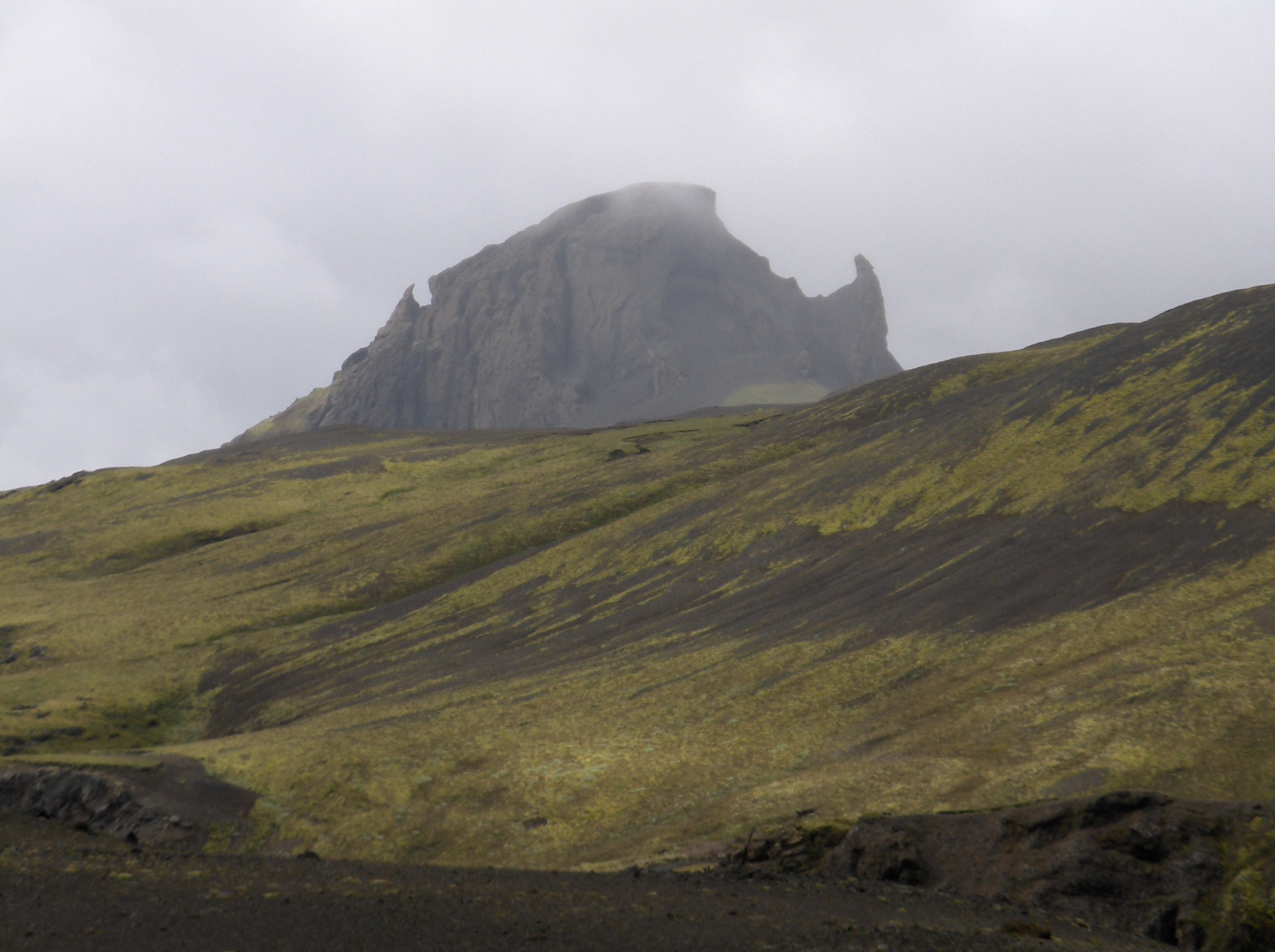
Palagonitrücken Einhyrningur in Island

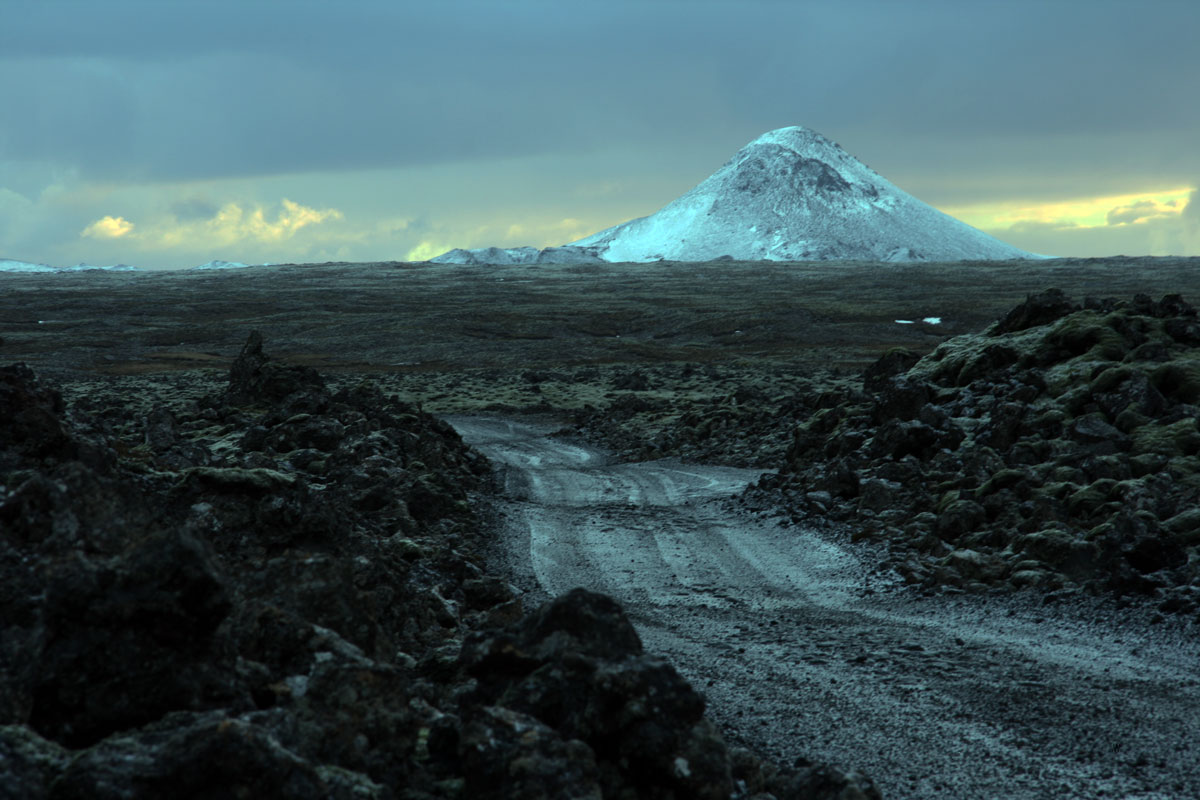
Palagonitkegel Keilir in Island

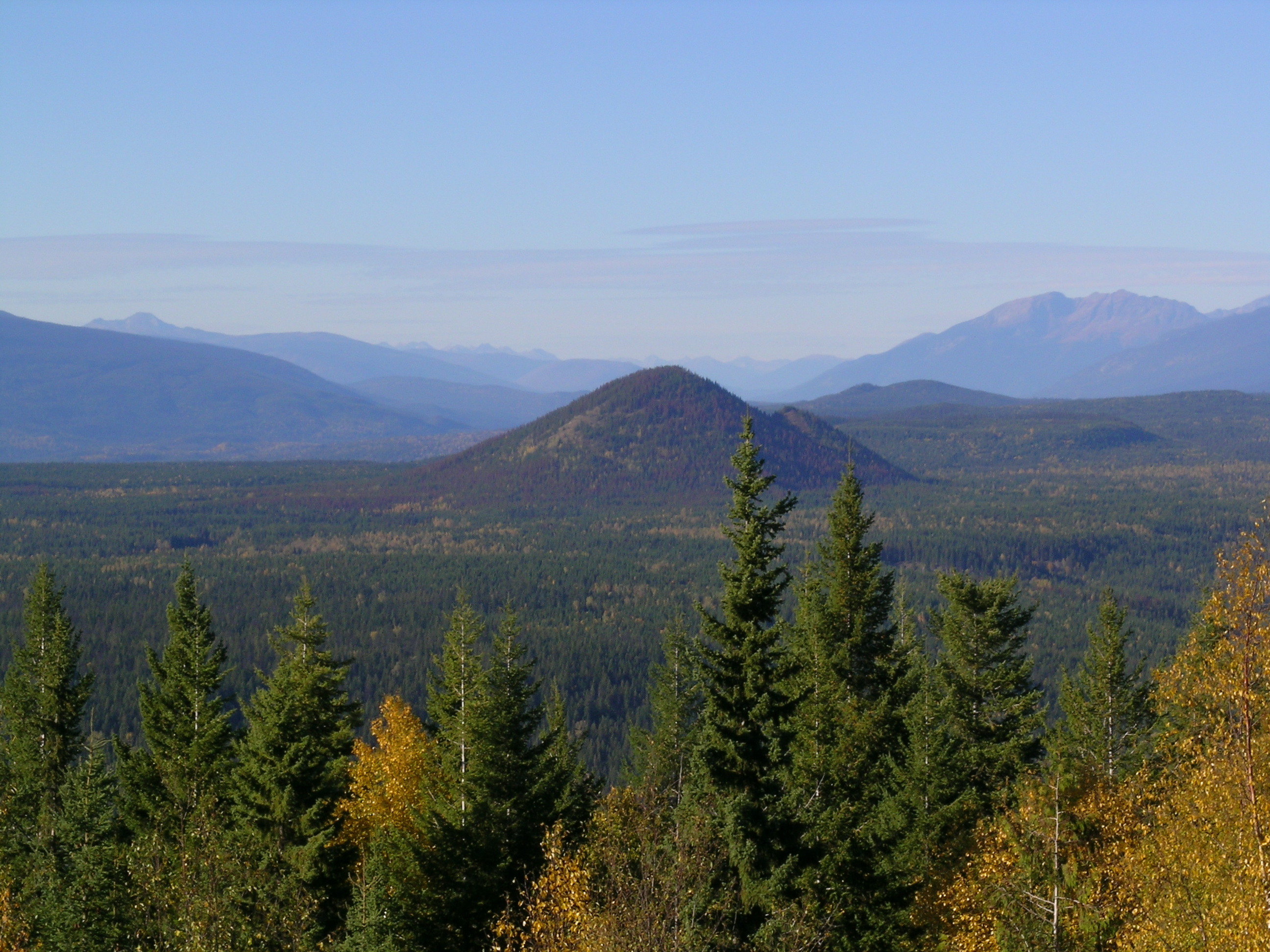
Palagonitkegel Pyramid Mountain in British Columbia, Kanada

Palagonitrücken und Palagonitkegel sind eine Art von subglazialen Vulkanen, die durch explosive Ausbrüche unter einem Gletscher entstehen. Die dabei ausgestoßenen Lockermassen (Tephra) erstarren sofort zu vulkanischem Glas, werden durch das reichlich vorhandene Wasser mit der Zeit in Palagonit umgewandelt und zu Tuff festgebacken.
Wenn es sich um eine Spalteneruption handelt, entsteht ein langgestreckter Palagonitrücken, wenn nur ein einzelner zentraler Schlot ausbricht, kommt es zur Bildung eines Palagonitkegels.
Wenn die Vulkanbauten aus dem Gletscher, bzw. Wasser herauswachsen, kann die Lava auch effusiv ausfließen und Lavadecken bilden, die nicht mehr in Palagonit umwandelt werden. Die so entstandene Vulkanform wird Tafelvulkan oder Tuya genannt.
Die meisten Palagonitrücken entstanden während der letzten oder vorletzten Eiszeit und sind heute überwiegend eisfrei.

## Vorkommen
Palagonitrücken kommen dort vor, wo es in der Vergangenheit große Eisbedeckungen über Vulkangebieten gegeben hat, also in Kanada, in der Antarktis, vor allem aber in Island, wo sie sehr häufig vorkommen und auch Moberg-ridge genannt werden.
Beispiele für Palagonitrücken in Island sind der Einhyrningur und der Helgafell í Mosfellssveit. Ein besonders gleichmäßiger Palagonitkegel ist der Keilir.